# Cruixidell
El cruixidell, cruixidor, sól·lera (a Mallorca) o súl·lera (a Menorca) (Emberiza calandra) és un emberízid comú i fàcil de veure a causa del seu costum de cantar sobre una talaia ben visible i des de la qual emet un xerric estrident.

## Descripció
Es tracta d'un sit de mida apreciable (18 cm) amb un plomatge de color marró fosc molt ratllat, té un color terrós vionat de color fosc i un bec gruixut i de port robust.
Els sexes són semblants però el mascle és una mica més gros que la femella.

## Distribució i hàbitat
És un ocell cosmopolita que prolifera a l'Europa Central i meridional, a l'Àfrica del Nord i Àsia. Ocupa tota l'àrea dels Països Catalans, tret de les zones més elevades del Pirineu. És un ocell principalment sedentari que registra un augment de la població hivernal per l'arribada de migrants procedents de l'Europa Central.
Té una acusada preferència pels camps de cereals, però també ocupa d'altres àrees obertes com ara prats, garrigues, etc. Tolera els arbustos dispersos, però evita una extensa coberta arbustiva (Madge i de Juana 2017). A la part nord de la seva distribució europea, es limita principalment als camps de cereals i prats de farratge sec. Al sud d'Europa té una gamma d'hàbitats més àmplia que ocupa diversos tipus de camp obert, incloses les praderies i les estepes. Durant l'hivern es reuneix en grups i pot mostrar desplaçaments a distància més aviat curtes cap a zones d'alimentació favorables, sovint en guaret o camps de rostoll.

## Ecologia
Nidifica en tot el territori, incloses les zones humides. L'època de reproducció comença relativament tard, a partir de finals de maig a les poblacions del nord-oest, però probablement abans a les del sud. El niu es col·loca a terra, amagat entre la vegetació. Només el construeix la femella. La posta és normalment de quatre a sis ous i només és incubada per la femella. El període d'incubació és de 12-14 dies. Els pollets són alimentats per la femella (amb el mascle assistent) i deixen el niu entre els 9 i els 13 dies, sovint abans de poder volar (Madge i de Juana 2020).

La dieta de l'espècie consisteix principalment en llavors de plantes, però durant l'època de reproducció inclou un alt percentatge d'invertebrats, principalment petits insectes. L'espècie és principalment sedentària al nord i l'oest de la seva distribució, mentre que les poblacions d'Europa central i oriental són parcialment migratòries. Els ocells de l'Àsia central es desplacen cap al sud (Madge i de Juana 2020).
| Cant del cruixidell mascle |
|                            |
|                            |
|                            |

El mascle fa un crit metàl·lic bastant poc melodiós.

## Taxonomia
El cruixidell va ser descrit formalment pel naturalista suec Carl Linnaeus l'any 1758 en la desena edició de la seva «Systema Naturae» i conserva el nom binomi original d'Emberiza calandra. La localitat tipus és Suècia. El nom del gènere Emberiza prové de l'alemany antic “Embritz”, un sit. Calandra és del grec antic “kalandros”, la calàndria comuna. De vegades el cruixidell s'ha inclòs en el gènere monotípic Miliaria.
Es reconeixen dues subespècies:
- E. c. calandra (Linnaeus, 1758) - nord-oest d'Àfrica, illes Canàries i Europa fins a Turquia, el Caucas i el nord de l'Iran.
- E. c. buturlini (Johansen, 1907) - Orient Mitjà fins al nord-oest de la Xina.